# Paaskerk (Baarn)
De Paaskerk is een gemeentelijk monument aan de Oude Utrechtseweg 4a in Baarn in de provincie Utrecht. De kerk is in 1880 gebouwd

## Opdracht, ontwerp en bouw
Het gebouw is ontworpen door architect Sytze Wierda, in opdracht van prins Hendrik, die ook de grond beschikbaar stelde. Hij had daarbij wel bepaald dat het een monumentale kerk moest worden. Dit heeft geleid tot de rijke detaillering in verhouding tot andere gereformeerde kerken. Omdat de prins niet wilde dat de villabewoners op zondagochtend zouden worden gestoord, kreeg de kerk geen luidklokken. Blijkens de eerste steen, met opschrift Ds A.H. Gezelle Meerburg 21 oct 1880, werd deze gelegd door Alettinus Hendrikus Gezelle Meerburg, die een klein jaar tevoren als predikant overgekomen was uit Almkerk. De inwijding vond plaats op 22 juni 1881.

## Architectuur
De kerk had bij de bouw een kruisvormige plattegrond. In 1904 zijn aan de achterzijde enkele ruimten aangebouwd onder toezicht van architect Tjeerd Kuipers. Ook werd in dat jaar een tweede dwarsbeuk aangebouwd ter hoogte van het koor. Bij een grote renovatie in 1996 kreeg de kerk via een ontmoetingszaal een verbinding met het achtergelegen zalencentrum Het Brandpunt.
De toren bestaat uit drie geledingen. De hoofdingang heeft een rondboogportiek, op de tweede verdieping is een roosvenster aangebracht. De  derde geleding heeft rondboogvensters. Aan de voet van de spits is een omloop, de achtkante spits is met leien gedekt. Aan weerszijden van de hoofdtoren staan kleinere torens.

## Kerkgemeente
De kerkgemeente van de Paaskerk behoort van oudsher tot de Gereformeerde Kerken in Nederland en sinds de kerkfusie van 2004 tot de Protestantse Kerk in Nederland (PKN).